# Rose Lagercrantz
Rose Elsa Lagercrantz (ur. 12 czerwca 1947 w Sztokholmie) – szwedzka pisarka.
Rose Lagercrantz pisze utwory dla  dzieci, tworzy także teksty dla dorosłych. Zadebiutowała w 1973 r. Napisała m.in. serię o Metteborgu (pol. Mattisie) czy nagrodzoną w 1995 roku nagrodą Augustpriset książkę pt. Flickan som inte ville kyssas. Laureatka nagrody Astrid Lindgren, nagrody Heffaklumpen oraz odznaki Nilsa Holgerssona. Jej teksty przełożono na takie języki, jak polski, niemiecki, koreański, japoński, włoski, czy rosyjski.
W Polsce jej książki (seria o Duni ilustrowana przez Evę Ericsson) publikuje wydawnictwo Zakamarki (wszystkie w tłumaczeniu Marty Dybuli).

## Publikacje
- 1973 – Tullesommar
- 1974 – Hemligt i huvet på Samuel Elias
- 1975 – Nån sorts torsdag (tillsammans med Kjell Ivan Andersson)
- 1976 – Räddarinnan
- 1979 – April! April!
- 1980 – När den röda fågeln sjunger
- 1981 – Jättevänner
- 1982 – Nån sorts julafton
- 1983 – Lov till det omöjliga
- 1984 – Brevet från Frida
- 1985 – Frida i fyran
- 1986 – Trolleri vafalls?
- 1987 – Hej då re mi, sa Frida
- 1987 – Sång för en svart fe
- 1988 – Självporträtt utan näsa
- 1989 – Konsten att börja skolan
- 1990 – Den åttonde dagen
- 1990 – Breven från Taggen
- 1990 – Breven från Frida
- 1991 – Metteborgs öden och äventyr på lågstadiet
- 1992 – Adeline eller resten av min ungdom
- 1992 – Vad mina ögon har sett (tillsammans med Magda Eggens)
- 1993 – Modige Metteborg – även kallad Erik
- 1994 – Lilla Geo eller flickan som kunde lura döden
- 1995 – Flickan som inte ville kyssas
- 1995 – Den långa, långa resan (tillsammans med Ilon Wikland)
- 1996 – Klassen som pratade för mycket
- 1998 – Eros tårar
- 1998 – Klassens Lucia
- 1998 – Passa Klara
- 1999 – Den lyckligaste dagen i Annas liv
- 1999 – Metteborg och little Ben
- 2000 – Metteborgs loppis
- 2000 – Resan till Tarreanien
- 2001 – Anders i flaskan
- 2001 – Prosa
- 2002 – Sagan om Rosennosen
- 2002 – Månskensdockan
- 2003 – Flickan som kunde lura döden
- 2004 – Sigridsagor
- 2007 – Mysterium för utomjordingar
- 2008 – Mysteriet med den försvunna Mathilda
- 2009 – Mysteriet med källarvampyren
- 2010 – Mitt lyckliga liv (Moje szczęśliwe życie, wyd. polskie 2012)
- 2012 – Om man ännu finns
- 2012 – Mitt hjärta hoppar och skrattar (Moje serce skacze z radości, wyd. polskie 2013)
- 2012 – Födelsedagsbarnet (illustrerad av Rebecka Lagercrantz)
- 2013 – Julbarnet (illustrerad av Rebecka Lagercrantz)
- 2013 – Barnvakten (illustrerad av Rebecka Lagercrantz)
- 2014 – Sist jag var som lyckligast (Kiedy ostatnio byłam szczęśliwa, wyd. polskie 2014)
- 2015 – Livet enligt Dunne (Życie według Duni, wyd. polskie 2015)
- 2016 - Vi ses när vi ses (Do zobaczenia następnym razem, wyd. polskie 2016)
- 2016 - Metteborgs öden och äventyr i första, andra och tredje klassen (Mattis i jego przygody w pierwszej, drugiej i trzeciej klasie, wyd. polskie 2017)
- 2018 - Lycklig den som Dunne får (Szczęśliwy ten, kto dostanie Dunię, wyd. polskie 2018)
- 2019 - Kärlek är bättre än ingen kärlek (Lepsza miłość niż brak miłości, wyd. polskie 2020)

## Nagrody i wyróżnienia
- 1979 – Astrid Lindgren-priset[3]
- 1980 – Nils Holgersson-plaketten
- 1988 – Expressens Heffaklump
- 1992 – Tidningen Vi:s litteraturpris
- 1995 – Augustpriset för Flickan som inte ville kyssas